# Societat Coral Catalunya Nova

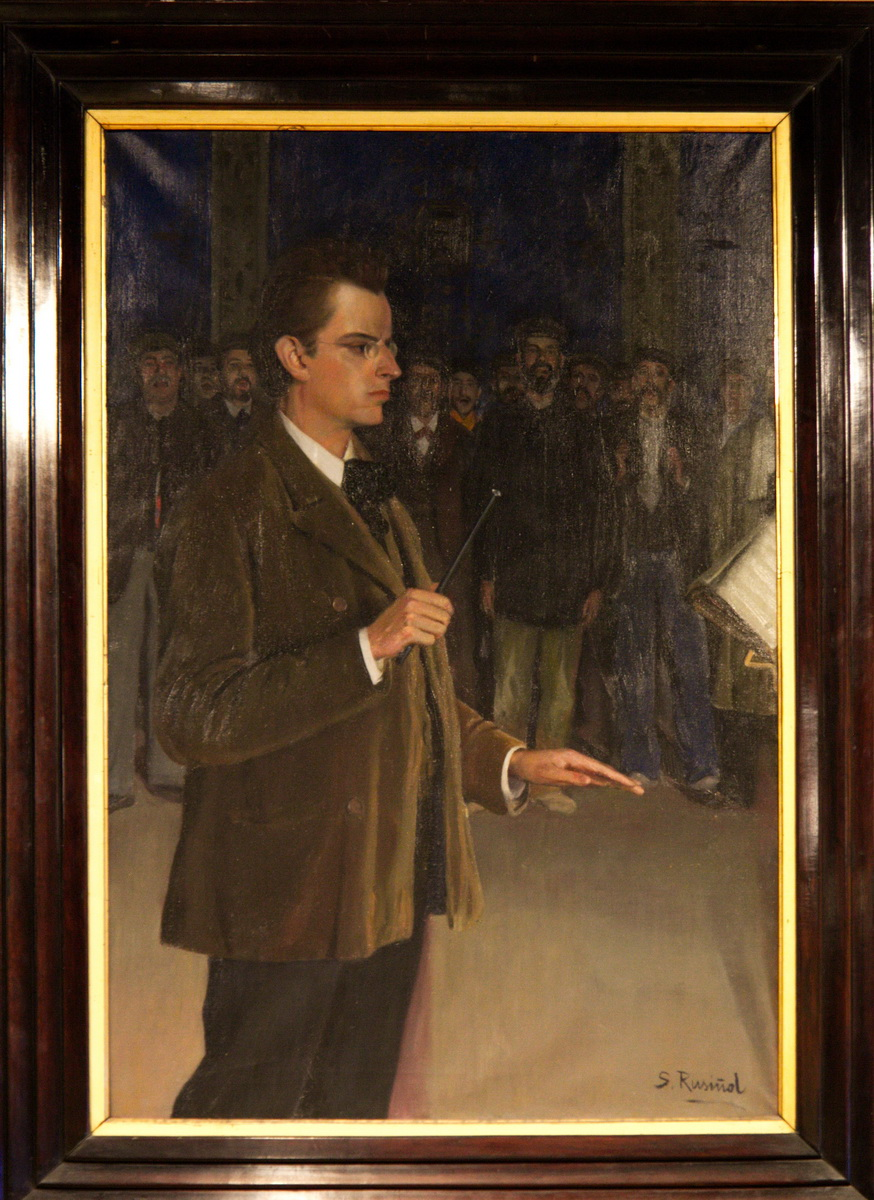
Enric Morera dirigint al cor Catalunya Nova, oli de Santiago Rusiñol (1897), al Museu Cau Ferrat de Sitges.

La Societat Coral Catalunya Nova va ser fundada per Enric Morera el 14 de juliol de 1895 iniciant un període d'activitat que es prolongà fins al 1935. Aquesta societat coral va ser creada amb la intenció de recuperar l'esperit claverià que segons els seus impulsadors s'havia perdut en la resta de cors i institucions semblants. Complementant aquest intent regeneracionista, Morera creà el 1899 l'anomenada Federació de Cors Catalans, sobre la base de la Societat Coral Catalunya Nova i algunes societats claverianes afins. En els seus programes va tenir un paper important el repertori popular harmonitzat generalment pel mateix director.

## Fons per l'estudi: El manuscrit de la Societat Coral Catalunya Nova
Com a testimoni revelador de la vida institucional de la societat coral fundada per Morera, es custodia actualment a l'Arxiu Històric de Barcelona un manuscrit amb el títol “La Societat Coral Catalunya Nova”. Aquest manuscrit ha sigut peça clau en el moment d'intentar esclarir moltes de les incògnites que sobre aquesta institució han sorgit en el decurs del seu estudi. Consta de 61 planes de paper quadriculat, escrites amb tinta. L'autor és anònim, però és segur que forma part de l'entitat coral de la qual fa de cronista perquè en algunes parts del manuscrit parla en primera persona a narrar algunes de les actuacions del cor. La narració és desigual en extensió, ja que el període de 1895-1900 ocupa les primeres 40 planes, mentre l'etapa 1901-1919 només n'ocupa 8. Les planes restants són dedicades a reproduir dedicatòries de persones eminents i a consignar els Consells Directius de la fundació de l'any 1919.

## Els Orígens
La Societat Coral Catalunya Nova fou creada per Enric Morera després d'haver refusat treballar amb l'Orfeó Català, ja que l'orientació d'aquesta institució no anava d'acord amb les seves idees més abocades a les idees defensades per Clavé. Així mateix, el 1895, Morera passà a dirigir la Societat Coral Euterpe, que va ser fundada pel mateix Clavé amb el nom de La Fraternitat, per un curt període fins al maig del mateix any, ja que les seves visions personals de l'obra de Clavé no van trobar l'acollida esperada. És així que al mes de juliol següent, el dia 14, fundà la Societat Catalunya Nova recollint la tradició de Clavé segons els seus plantejaments, cridant a formar part amb ell d'aquesta societat, a personatges procedents de les capes socials més diverses per a col·laborar amb el seu projecte.
Entre els cantaires hi havia molts homes i nois procedents de la classe obrera, i sembla que la majoria no tenia cap instrucció musical. En la direcció, Morera tenia com a ajudant el mestre Adrià Esquerrà, els assajos es realitzaven dues vegades per setmana i el nivell d'exigència era molt alt des del principi. Amb els nois assajaven abans de sopar, i amb els més grans a la nit. Morera concentrà els seus esforços a fer aprendre solfeig als nens i desenvolupà tota una pedagogia en l'aprenentatge del solfeig que serà molt innovadora. El repertori i les activitats de la nova institució foren semblants a les de la resta de cors, amb un repertori fet a base de la recuperació del patrimoni folklòric català inspirat en l'obra de Francesc Alió i també en el recurs d'algunes activitats simfòniques com a prova de les capacitats i potència de la institució a l'executar-les.
Poc abans de complir el primer any des de la seva fundació, es va celebrar la presentació oficial de la nova societat coral el 7 de marc de 1896 al saló de l'Ateneu Barcelonès, i el primer concert públic,el 22 de març següent amb el mateix programa. Aquest esdeveniment de l'entitat quedarà immortalitzat per Santiago Rusiñol, amb qui Morera compartia una gran amistat, en un cèlebre oli conservat al Cau Ferrat de Sitges. Les obres cantades en aquests dos primers concerts foren: Els Pescadors, Cançó de taberna, Barquejant, Els Xiquets de Valls, Flor de Maig, Cançó del Caçador, Sant Ramón i L'Himne dels Artistes.

## Manifest
Amb motiu de la primera presentació en públic del cor Catalunya Nova a l'Ateneu, s'aprofità l'ocasió per fer lectura del manifest de la institució:
| « | Al publich Ens presentém per primera vegada en publich quan encare no fá un any de la fundació de la societat que’m titulat Catalunya Nova. Aquest sol nóm pot indicar les nostres aspiracions i les nostres confiances. Desitjém treballar en tota la mesura de nostres forces pel bé de l'art musical de la terra. Identificats amb lo nostre mestre, estém fondament convençuts de que’l conreu de la cançó popular catalana y de les obres mestres corals d'altres països ajudarà al desenrotllament de la música coral de la terra, tant ben inaugurada per l'immortal Clavé y de que contribuirà al mateix temps a l'educació musical de nostre poble y a la producció d'obres nacionals de veritable mèrit artistich. Aquesta és la tasca qu’ens hem imposat: en ella dedicarém tots els nostres esforços. Si ademés els veiém coronats per l'èxit, estarem contents d'haver treballat pel bé de l'art de la terra catalana. | » |

## Directors
A finals de 1900 el mestre Morera deixa la direcció de Catalunya Nova a Joan Gay, perquè estava molt interessat en la temporada del Teatre Líric Català que estava organitzant. Això no vol dir que Morera es desvinculés totalment de la societat coral que havia creat, però el càrrec de director l'ocuparà des de 1901 Joan Gay, tal com assenyala el programa d'aquell any al Tívoli. A més, tal com ho explica la premsa d'aquella època, Morera dirigí ocasionalment Catalunya Nova, especialment quan els nous directors li cedien la direcció en determinats concerts, cosa que provocarà un gran entusiasme i goig tant als cantaires com al públic.
Els mestres que van ocupar el càrrec de director de Catalunya Nova són els següents:
- Enric Morera i Viura (1895-1901).
- Joan Gay (1901-1902).
- Manuel Martí (1901-1902).
- Josep M. Carbonell (1903-1905.
- Eusebi Bosch i Humet (1905-1906).
- Jaume Llobera i Tost (1906-1908).
- Cassià Casademont (1908-1917).
- Francesc Dòria (1917-1919).

Després de Francesc Dòria, tornarà a ocupar el lloc de director Cassià Casademont fins als últims dies de la institució.

## Concerts
A partir del 1896 s'aniren fent al Teatre Catalunya, al Teatre Espanyol, al Teatre Líric (1897) o al Tívoli (1898). El 1897, any d'estrena de La Fada per a la Quarta Festa Modernista, el mateix any al juliol, Catalunya Nova inaugura els concerts d'estiu al Jardí Español. Tost aquests concerts es realitzaven sense tenir en consideració temporades planificades, com les dels grups claverians, ja que el director s'havia proposat no fer un espectacle rutinari.
Pel concert del 24 de febrer de 1898 es va fer un homenatge dedicat a Clavé amb la Simfonia en el 24è aniversari de la seva mort. Altre concert que cal mencionar és el del 16 de juliol del mateix any al Teatre Líric, en el decurs del qual Morera estrena la seva Missa de rèquiem a la memòria de Jaume I.
Un dels esdeveniments més notables i de més ressò de l'entitat fou l'excursió a Almeria entre el 10 i el 18 de març de 1899, seguint la línia del desig viatger de les entitats corals catalanes del moment. L'interès suscitat per aquesta visita va ser tan gran que acompanyaren al cor Josep Puig, redactor de La Veu de Catalunya; Josep Casanovas de La Publicidad, Jesús Marcos Beltrán de La Vanguardia i Bonaventura Bassegoda de La Renaixença.
El 2 de juliol del mateix any, l'entitat fa una presentació a Terrassa donant un concert popular a la plaça de la Vila i altre al Teatre del Retiro. El dia 9 van fer també una visita al Centre Catalanista de Mataró, seguit de dos concert més en aquesta mateixa ciutat. En acabar l'estiu, al setembre, continuant amb aquesta intensa activitat de concerts, donaren un recital a Granollers amb motiu de la seva festa major. Com es pot veure, l'activitat del cor quan estava sota la direcció del seu fundador va ser incessant i a més molt productiva, ja que en molts d'aquests concerts s'aprofitava l'ocasió per estrenar obres compostes pel mestre Morera.
Però, si bé és cert que Catalunya Nova acudirà a diverses invitacions en diferent llocs de Barcelona, la ciutat amb la qual va tenir més vincle és sens dubte Sitges. Són nombroses les actuacions que es fan al Cau Ferrat de Santiago Rusiñol, i també la seva participació en les Festes Modernistes o els concerts que es van fer també a El Retiro. A més, tal com s'ha dit abans, Enric Morera compartia una gran amistat amb Rusiñol, amb qui organitzarà diferents actuacions que promovien les seves idees quant a l'art.

## Catalunya Nova i la seva relació amb la política
Especialment durant el període que va dirigir el cor Enric Morera i Viura, aquest li donarà a la institució un aire polític de caràcter nacionalista català. Morera era partidari de reprendre els ideals de Clavé, és per això que el cor participà en actes polítics nacionalistes, com per exemple el del 10 de març de 1897, quan participà de l'acte de lliurament del Cònsol de Grècia a Barcelona. Mentre es procedia a l'acte de lliurament, els cors Catalunya Nova i l'Orfeó Català cantaren alternant-se cançons patriòtiques i populars.
El ressò polític que tingué el projectat viatge a París amb motiu de l'Exposició Universal de 1900, va ser molt important. El principal problema que tenia l'associació per realitzar aquest viatge va ser l'econòmic, perquè no hi havia prou diners per pagar el desplaçament de gairebé cent cantaires que conformaven el cor. Segons Alier en el seu article, Enric Morera en els seus Moments Viscuts anima al grup a fer el desplaçament a peu, i segons continua relatant Morera, ho tenien tot resolt. Però el tractament que se li havia donat al projecte gràcies a bona part de la premsa del moment que considerava aquesta visita a París com una manisfestación contra España o també com un acte de propaganda catalanista, va provocar que finalment el viatge no es realitzés.

## Publicacions
En ocasió del seu primer acte públic, l'entitat començà la publicació d'un Periòdic-Programa titulat també Catalunya Nova per als concerts i una revista mensual d'informació musical. En aquest Periòdic-Programa es publicava a la portada la programació corresponent a cada concert. Es publicaren un total de 9 números entre 1896 i 1901. La revista mensual també duia el mateix nom de Catalunya Nova, però amb el subtítol Portaveu de la societat del mateix nom; d'aquest només es publicaren 4 números: febrer, març i abril de 1900, i un número extraordinari dedicat a la mort de Verdaguer, pel novembre de 1902.